# حسين النخلي
حسين النخلي (بالإنجليزية: Hussain Al-Nakhli)‏؛ مواليد 30 يناير 1995 في ، السعودية، هو لاعب كرة قدم سعودي يلعب لنادي الساحل.

## مسيرة اللاعب
لعب سابقاً مع نادي الفتح ونادي القلعة ونادي الحائط ونادي الوشم ونادي السد ونادي اللواء ونادي الساحل.

## روابط خارجية
- حسين النخلي على موقع كووورة